# Ospinopastranismo
El Ospinopastranismo es una corriente política colombiana basada en la interpretación de la ideología política del expresidente de Colombia Mariano Ospina Pérez y su pupilo y sucesor, el expresidente Misael Pastrana Borrero, y la derecha política moderada. Aunque no existe un partido político como tal denominado ospinopastranista, históricamente se ha asociado la tendencia progresista y moderada del Partido Conservador a esta corriente.
Como conservatismo moderado, el ospinopastranismo se ha enfrentado al conservatismo radical, encabezado por el expresidente Laureano Gómez y continuado por su hijo, Álvaro Gómez, con la corriente de ultraderecha laureanista; y la corriente fascista del alzatismo, encabezada por el senador Gilberto Alzate Avendaño. Éstos enfrentamientos comenzaron a finales de los años 40, haciéndose especialmente intensos en los años 50 a 70, y mediados de los años 80.
El ospinopastranismo llegó a ser tan influyente que se le debe la caída del gobierno de Laureano Gómez y la implantación de la dictadura militar en 1953, la decadencia del Frente Nacional a finales de los años 60, el nacimiento de la Alianza Nacional Popular (ANAPO) a principios de los años 70, del Movimiento 19 de abril (M-19) a principios de los 70, y de la Unión Patriótica a mediados de los 80, el nacimiento de la facción independiente conservadora de Salvación Nacional en 1990, y la Constitución Política de Colombia de 1991.
Con la decadencia de los partidos políticos tradicionales, el ospinopastranismo comenzó a hacer coaliciones con partidos y movimientos de ideología similar, aprovechando la afinidad histórica con los liberales moderados, siendo parte de varios gobiernos a partir de 1998 hasta 2022.
En la actualidad, esta facción del conservatismo es mayoría en este partido, luego de haberse impuesto sobre el laureanismo, siendo sus líderes más destacados el senador Efraín Cepeda y su mentor, el expresidente Andrés Pastrana, líder natural del Partido Conservador Colombiano.

## Historia

### Origen

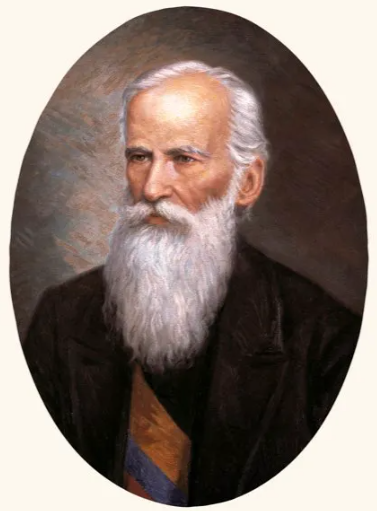
Retrato presidencial posterior de Ospina Rodríguez, Galería Presidencial, Museo Nacional de Colombia, Bogotá.

El Ospinopastranismo tiene sus raíces cimentadas en la propia fundación del Partido Conservador Colombiano, en 1851, ya que uno de sus grandes ideólogos era nieto del cofundador del partido, el futuro presidente de Colombia Mariano Ospina Rodríguez. Teniendo en cuenta que Mariano Ospina Pérez era nieto de Ospina Rodríguez, cobra sentido su papel protagónico dentro del conservatismo en Colombia.
Sin embargo, pese a esa vinculación familiar, no siempre Ospina Pérez fue protagonista dentro del partido. A finales de los años 20, con la muerte del expresidente Pedro Nel Ospina Vásquez (tío paterno de Ospina Pérez e hijo de Ospina Rodríguez) y la decadencia del gobierno por los sucesos de la Masacre de las Bananeras, bajo la presidencia de Miguel Abadía Méndez y la pérdida del poder tras las elecciones presidenciales de 1930 (que enfrentaron a dos disidentes conservador, Guillermo Valencia y Alfredo Vásquez Cobo con el liberalismo unificado de Enrique Olaya); surgió el liderazgo del joven abogado Laureano Gómez (protegido de Ospina Vásquez).
Gómez, que era embajador ante Alemania, llegó a Colombia en 1932, para oponerse al gobierno liberal de Olaya. Sin embargo su experiencia en la Alemania Nazi cambió por completo su pensamiento político, volviéndose más radical aún dentro de los parámetros del conservatismo. Gómez se enfrentó directamente al presidente Alfonso López Michelsen (antiguo aliado y amigo suyo durante principios de la década de los 20 del siglo XX). 

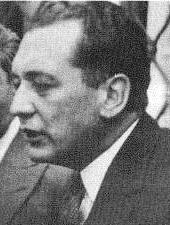
Laureano Gómez, principal rival del ospinismo. Aquí en los años 20.

En ese panorama, Ospina Pérez venía siendo un discreto líder político conservador con influencia moderada. Ospina Pérez de hecho, era senador y diputado en Antioquia, mientras ocurrían todos éstos sucesos. Tras la sombra de Gómez, Ospina Pérez se perfilaba como candidato presidencial, primero en 1930 (prefiriendo apoyar a Valencia), y después en 1938; sin embargo, Gómez había implantado un régimen abstencionista y Ospina, interesado en proteger sus intereses comerciales, se adhirió plenamente al veto electoral, por lo que en consecuencia el conservatismo no presentó candidato a la presidencia desde 1934 hasta 1946.

### Nacimiento del ospinismo
Desde 1943, el presidente López Pumarejo (reelegido en 1942), se vio enfrentado a una feróz oposición del conservatismo, liderado por Laureano Gómez, quien a través de su periódico El Siglo, denunciaba los abusos de poder y escándalos de nepotismo de la familia presidencial, como por ejemplo el caso Mamatoco, y posteriormente un intento de golpe de Estado en 1944, y su renuncia definitiva en 1945.

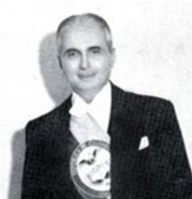
Retrato presidencial de Ospina Pérez, 1946.

Mientras tanto, en oposición a las políticas de abstencionismo electoral del conservatismo por falta de garantías, Mariano Ospina fue proclamado candidato a la presidencia por el conservatismo moderado, pese a que aún estaba vigente el veto de Gómez, comenzando así las tensiones entre Ospina y Gómez. Ospina fue proclamado oficialmente el 23 de marzo de 1946.
Ospina logró derrotar a los liberales en las elecciones de 1946, convirtiéndose en el tercer miembro de su familia en lograr la designación, y el primer conservador tras 12 años de gobiernos liberales. Su política de Unidad Nacional, con la que el electo presidente buscaba hacer un gobierno de coalición con los liberales, generó los primeros problemas con el sector laureanista, que aún era mayoritario dentro del Partido Conservador.
Otra versión indica que la postulación de Ospina fue consentida por Gómez, ya que de haber lanzado su candidatura presidencial posiblemente los conservadores ospinistas y los liberales se hubiesen unido en su contra para hacerle oposición.

### El Bogotazo y nacimiento del laureanismo
En 1948, Ospina nombró al aún influyente Laureano Gómez como canciller de Colombia. Con ese cargo a Gómez le correspondió ser el anfitrión de la IX Conferencia Panamericana, que se celebraría en Bogotá entre finales de marzo y principios de mayo de ese año, en la cual se creó la Carta de Bogotá y se fundó la OEA.
El caos se apoderó de la ciudad el 9 de abril, luego de que el caudillo liberal Jorge Eliecer Gaitán fuera asesinado, presuntamente por agentes de Ospina y en complicidad con la CIA. Aunque el presidente estaba decidido a negociar con los liberales (incluyendo un acuerdo con el cual Ospina renunciaría para entregarle el poder al expresidente Eduardo Santos o a Darío Echandía), según Gabriel García Márquez (testigo de los hechos), Gómez intentó por todos los medios posibles que el presidente no llegara a tales acuerdos con la oposición.
Las consecuencias de ese día, conocido como El Bogotazo, llevaron a enfrentamientos entre liberales y conservadores, en el período llamado La Violencia. En el marco de éstos hechos, Laureano Gómez se alzó como único candidato a la presidencia, ya que Darío Echandía decidió renunciar a su postulación por el asesinato de su hermano Vicente. Sin oposición Gómez se convirtió en presidente con una votación histórica.

### El surgimiento del Pastranismo
Ospina había apadrinado al joven Misael Pastrana Borrero en su adolescencia, ya que él y su esposa y los padres del joven eran amigos y socios políticos y comerciales. La fidelidad de Ospina con la familia Pastrana se hizo evidente el 24 de julio de 1938, cuando una aeronave perdió el control y se accidentó contra una tribuna con espectadores que presenciaban una revista aérea militar, en el marco del traspaso del mando entre el saliente presidente Alfonso López Pumarejo y el entrante Eduardo Santos.
Pastrana estaba entre los asistentes y el accidente le generó quemaduras en su rostro, que aunque leves le generaron afectaciones en sus nervios faciales, lo que provocó su famosa sonrisa involuntaria, por la que se ganó el apodo despectivo de La Hiena. Ospina corrió con todos los gastos del joven y lo tomó desde ese momento como su discípulo político. Ya en 1948, Pastrana se convirtió en secretario privado de Ospina, cuando éste era presidente de Colombia, siendo ratificado después por Laureano Gómez, en 1950.

### El Partido Social Conservador y Salvación Nacional

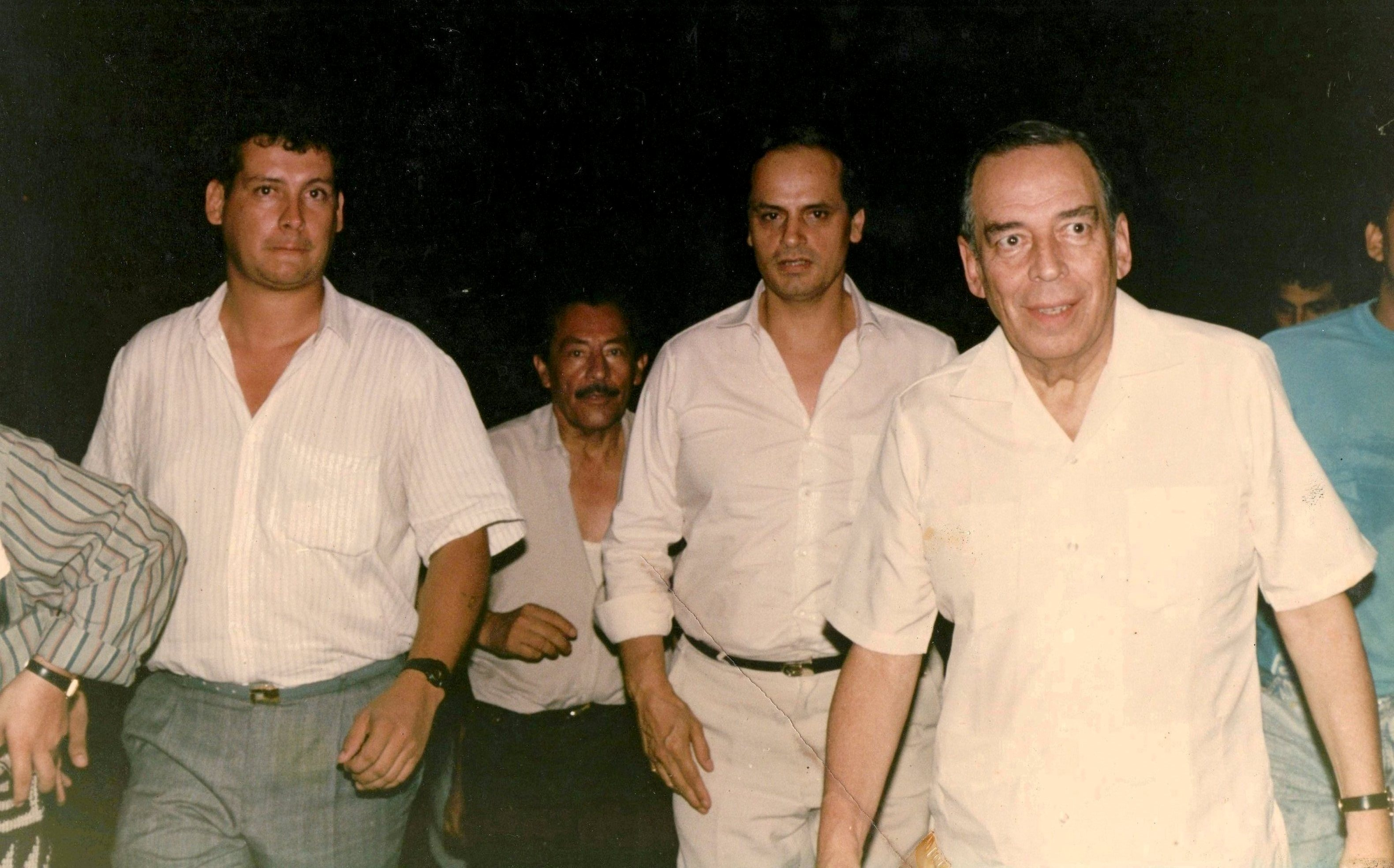
Gómez en campaña política, en 1990.

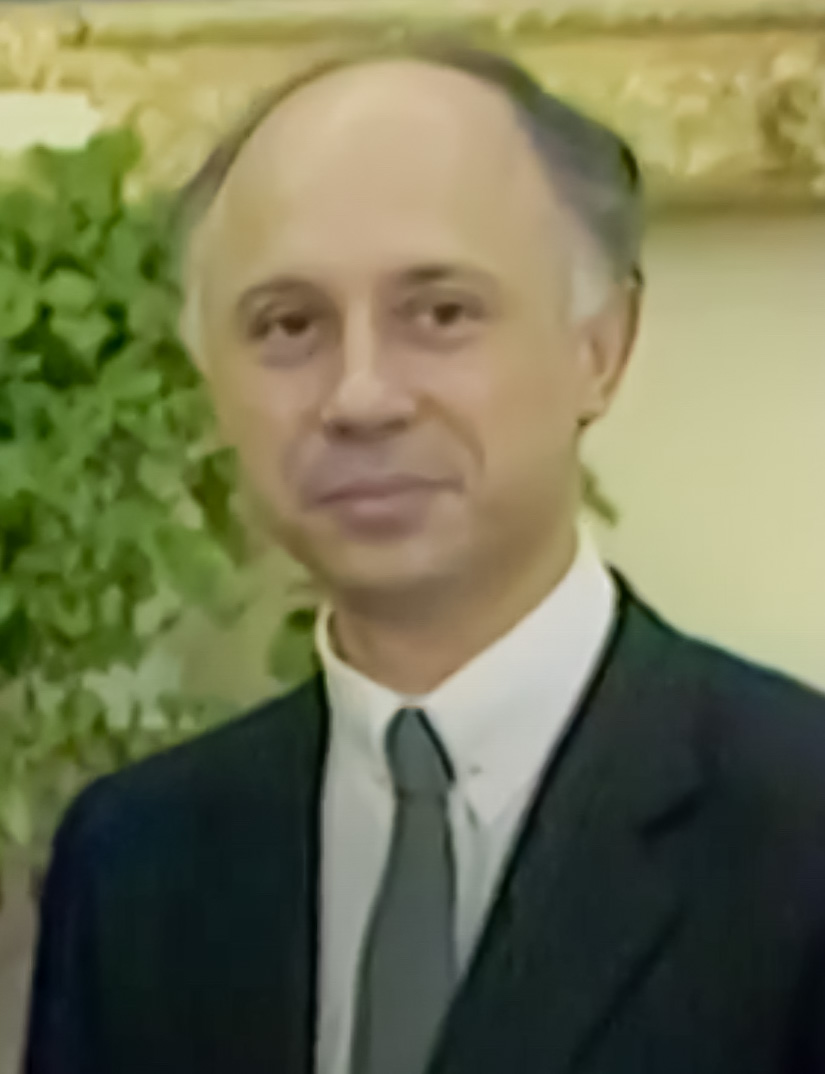
Lloreda a mediados de los 80.

A finales de los años 80, las tensiones entre Gómez Hurtado y Pastrana se hicieron cada vez más evidentes, llevando a la deserción de Gómez del conservatismo en 1990. Antes de ese punto de inflexión se vio precipitado por los cambios demócrata-cristianos que Pastrana hizo dentro del partido, transformándolo en el Partido Social Conservador, en un intento de poner a la vanguardia su maquinaria política, ya que por esos años tomaba fuerza la candidatura presidencial de Luis Carlos Galán (exministro de educación de Pastrana), quien era de tendencias liberales de izquierda y sociales.

MSN, partido fundado por Gómez en 1990.

La división conservadora se hizo evidente en las elecciones presidenciales de 1990, en donde además de 3 candidatos presidenciales asesinados (incluyendo el propio Galán en 1989), los conservadores se presentaron con dos candidatos diferentesː Pastrana y el socialconservatismo presentaron al periodista y empresario Rodrigo Lloreda Caicedo, que aunque intelectual y políticamente era idóneo, carecía del carisma de su rival inmediato; un disidente Álvaro Gómez, quien lanzó su candidatura con su propio partido, Movimiento de Salvación Nacional, de derecha más radical.
Fue así como los Gómez, con el periódico El Nuevo Siglo, se enfrentaron con los Pastrana y Lloreda, que controlaban el periódico El País, en una batalla electoral para lograr captar a los electores que se consideraban conservadores o de derecha. Sin embargo, divididos los conservadores, y con la reciente desaparición de Galán, los liberales, usando la bandera de lucha contra el narcotráfico que enarbolaba Galán, lograron ganar la presidencia en mayo, siendo elegido el exministro César Gaviria, amigo de Galán.
A pesar de esa derrota, Álvaro Gómez se alzó como el líder indiscutible de la oposición, ya que mientras que los conservadores quedaron relegados a un penoso cuarto lugar (detrás de Antonio Navarro Wolff ex M-19). Por su parte, Gómez quedó en el respetable segundo lugar con el 23.71 % de la votación total.

### Reconciliaciones parciales
El 15 de julio de 2023, el expresidente Pastrana y el excandidato presidencial Enrique Gómez, anunciaron que unirían fuerzas con sus respectivos partidos, en un intento de ganar escaños en el Concejo de Bogotá y sus respectivos edilatos, de cara a las elecciones regionales de Colombia de 2023.

## Miembros destacados

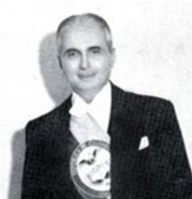
El expresidente Mariano Ospina Pérez, el primer representante del ospinopastranismo.

### Primera generación

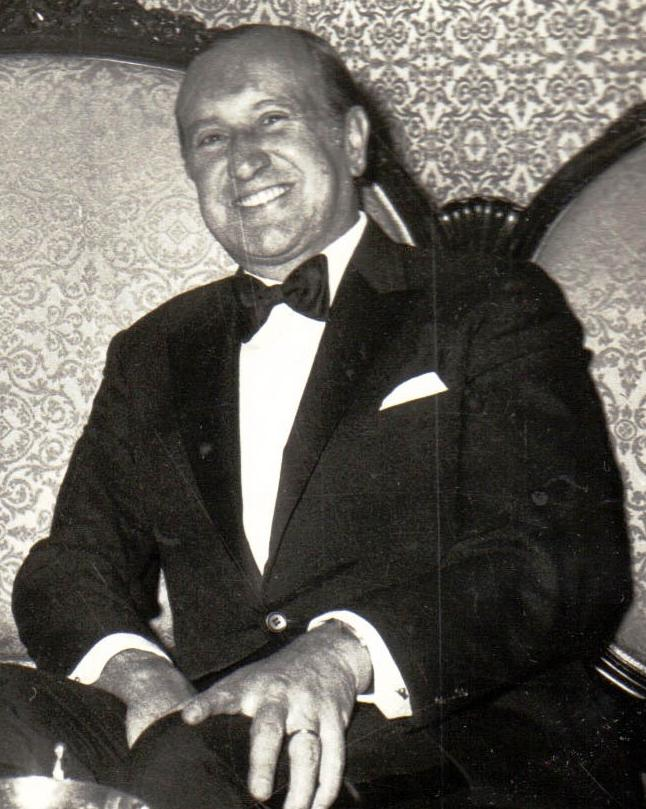
El expresidente Misael Pastrana, segundo referente de la corriente como sucesor de Ospina.

- Mariano Ospina Pérez
- Bertha Hernández de Ospina
- Francisco de Paula Pérez
- Tulio Enrique Tascón
- Rafael Azuero Manchola
- Manuel Barrera Parra
- Gr. Gustavo Rojas Pinilla
- Gr. Gustavo Berrío Muñoz
- Alejandro Cabal Pombo
- Jorge Cavelier Gaviria
- Eduardo Zuleta Ángel
- Aurelio Caicedo Ayerbe

### Segunda generación

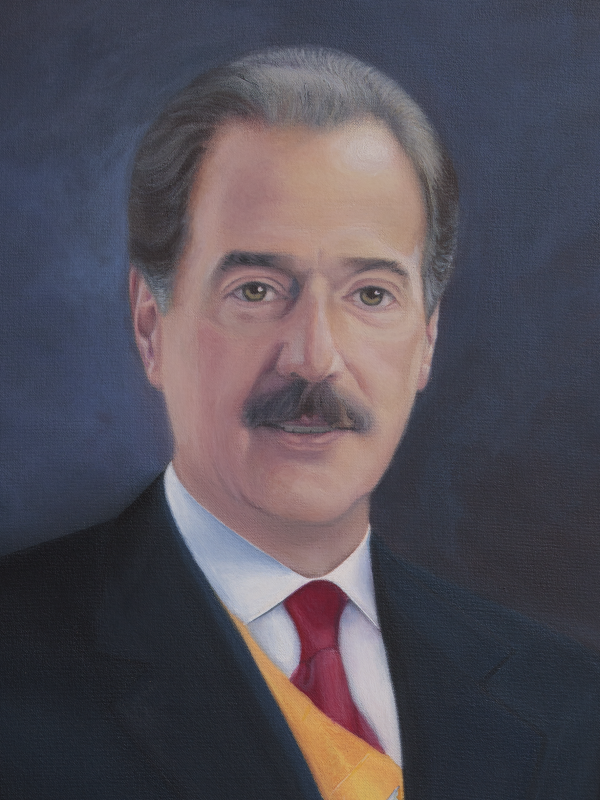
El expresidente Andrés Pastrana, actual representante de la corriente.

- Misael Pastrana Borrero
- Olga Duque de Ospina
- Fernando Sanclemente Molina
- Rodrigo Lloreda Caicedo
- Alfredo Vásquez Carrizosa
- Rodrigo Llorente Martínez
- Mariano Ospina Hernández
- Carlos Holguín Sardi
- Marco Alzate Avendaño
- Guillermo León Valencia
- Castor Jaramillo Arrubla
- Fernando Gómez Martínez
- John Agudelo Ríos
- Carlos Albán Holguín

### Tercera generación
- Andrés Pastrana Arango
- Ángela Ospina de Nicholls
- Luis Alberto Moreno
- Juan Camilo Restrepo
- Juan Manuel Ospina Restrepo
- Mauricio Cárdenas Santamaría
- Francisco José Lloreda Mera
- Martha Lucía Ramírez
- Luis Fernando Ramírez
- Carlos Albornoz Guerrero
- Eduardo Pizano
- Juan Carlos Rivera Peña
- Claudia Blum de Barberi
- Efraín Cepeda Sarabia
- David Barguil Assis
- Laureano Acuña Díaz